# Universidade de Aruba
Universidade de Aruba (UA, em neerlandês:  Universiteit van Aruba) é uma universidade localizada no centro de Oranjestad, Aruba. Fundada em 1988, oferece ensino de graduação e pós - graduação em quatro faculdades: Direito; Contabilidade, Finanças e Marketing; Estudos de Hotelaria e Gestão de Turismo; e Artes e Ciência.